# ラファエル・セネト・ペレス
ラファエル・セネト・ペレス（Rafael Senet y Pérez、1856年 - 1926年）はスペインの画家である。風俗画やヴェネツィアなどの街の風景を描いた。

## 略歴
セビリアで生まれた。セビリアの美術学校でホアキン・ドミンゲス・ベッケルやエドゥアルド・カノ・デ・ラ・ペーニャに学んだ。マドリードに短期間滞在した後、銀行家Ramón de Ibarraの支援を受けることができて、1880年にローマに留学した。ローマではセビリア出身の風俗画家、ホセ・ビジェガス・コルデロ(José Villegas Cordero:  1844-1921)の影響を受けた。南イタリアを旅し、ヴェネツィアでも作品を描いた。
1884年にスペインの全国展(Exposición nacional)に出展し、2位を受賞し、同じ年にミュンヘンの国際展でも入賞した。バルセロナで開かれた水彩画展(Exposición del Centro de Acuarelistas)にも出展した。
エミリオ・サンチェス・ペリエやマヌエル・ウッセル・デ・ギンバルダといった画家とセビリア県のアルカラ・デ・グアダイラで風景画を描いた画家の一人である。
ロンドンの画商、Arthur Tooth & Sonsを通じて、セネト・ペレスのヴェネツィアの風景を描いた作品はイギリスでよく売れ、多くの作品がイギリスで個人蔵となっている。

## 作品

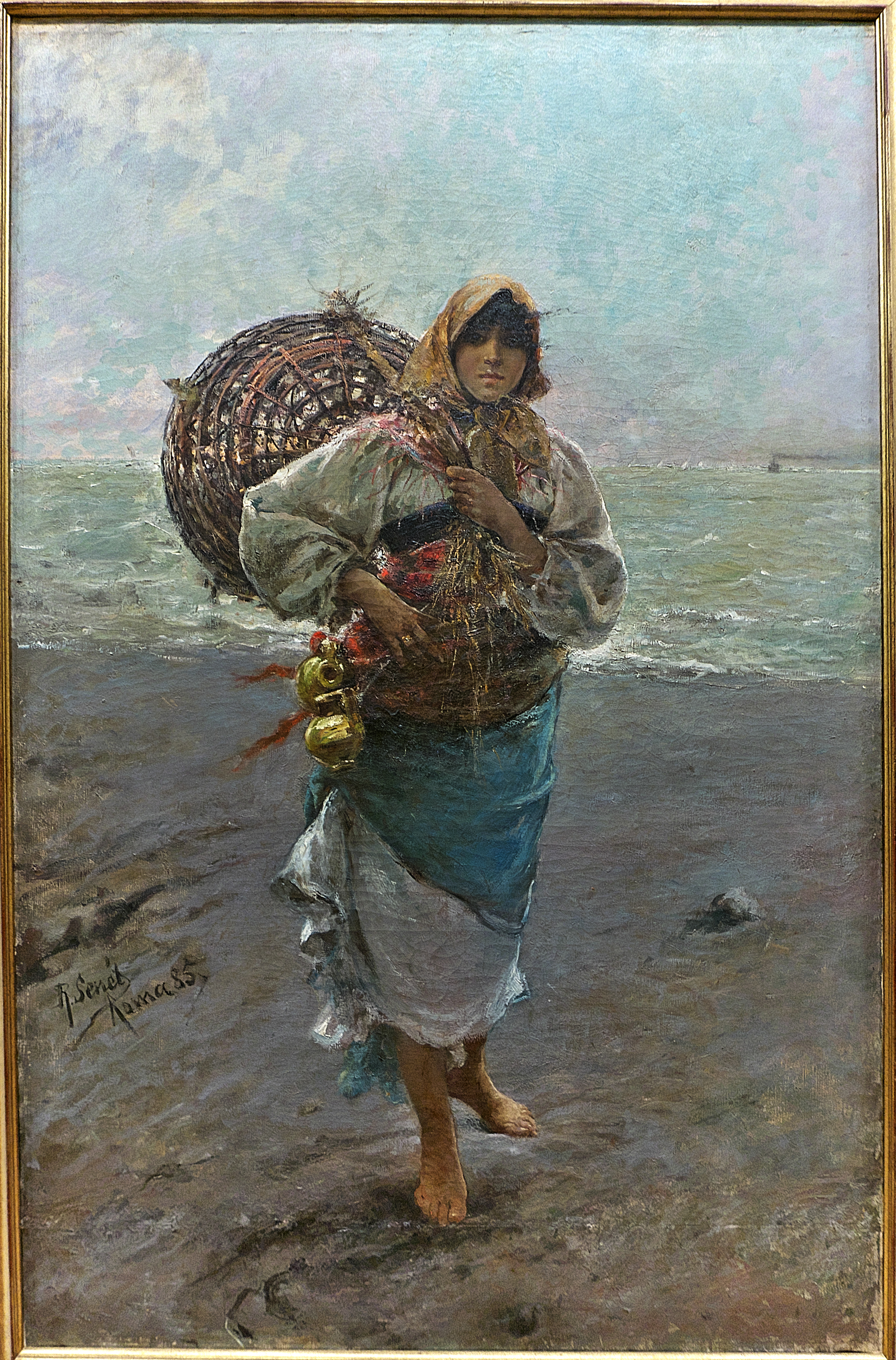
漁師 (c.1880)
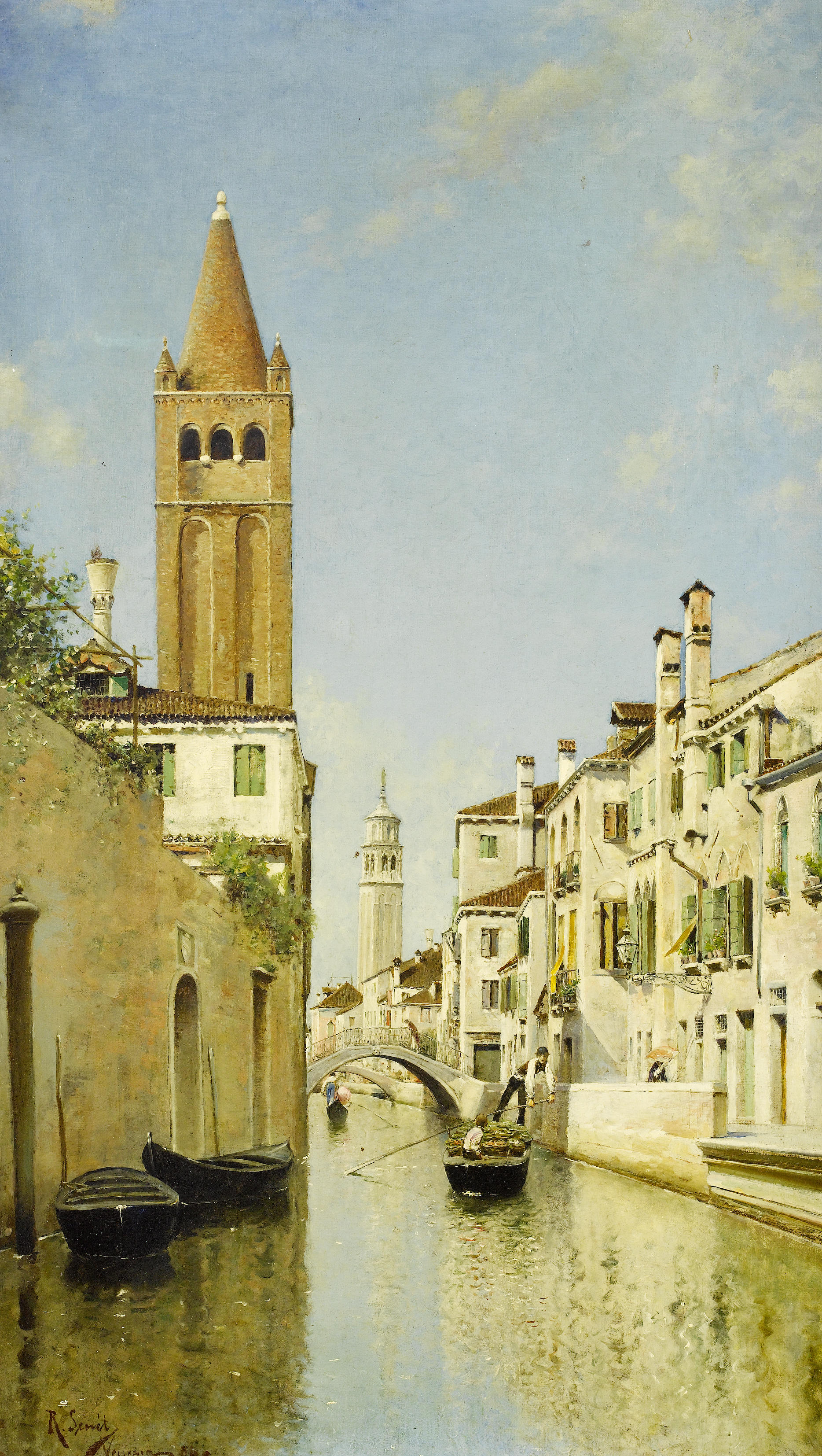
ヴェネツィアの風景(1886)
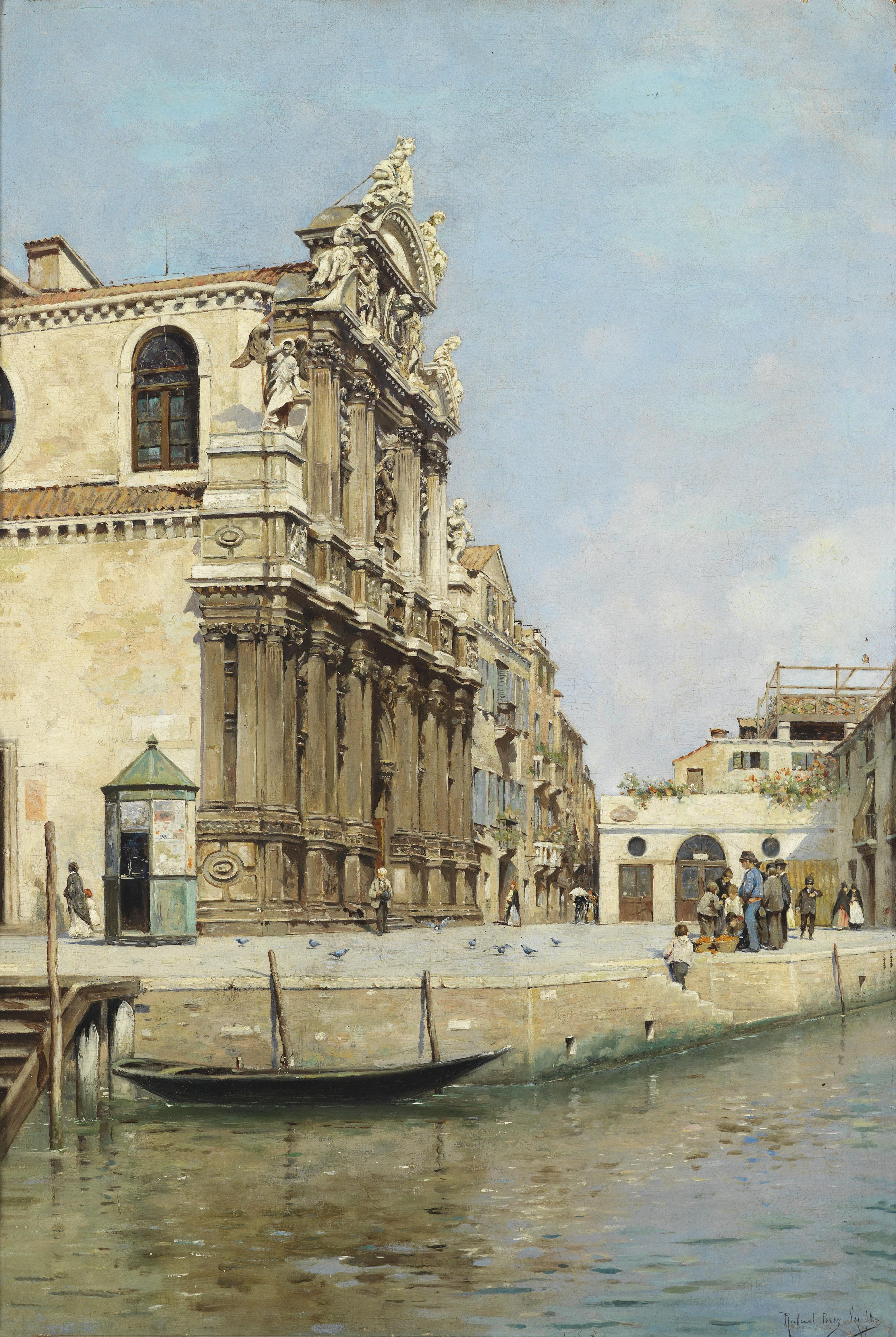
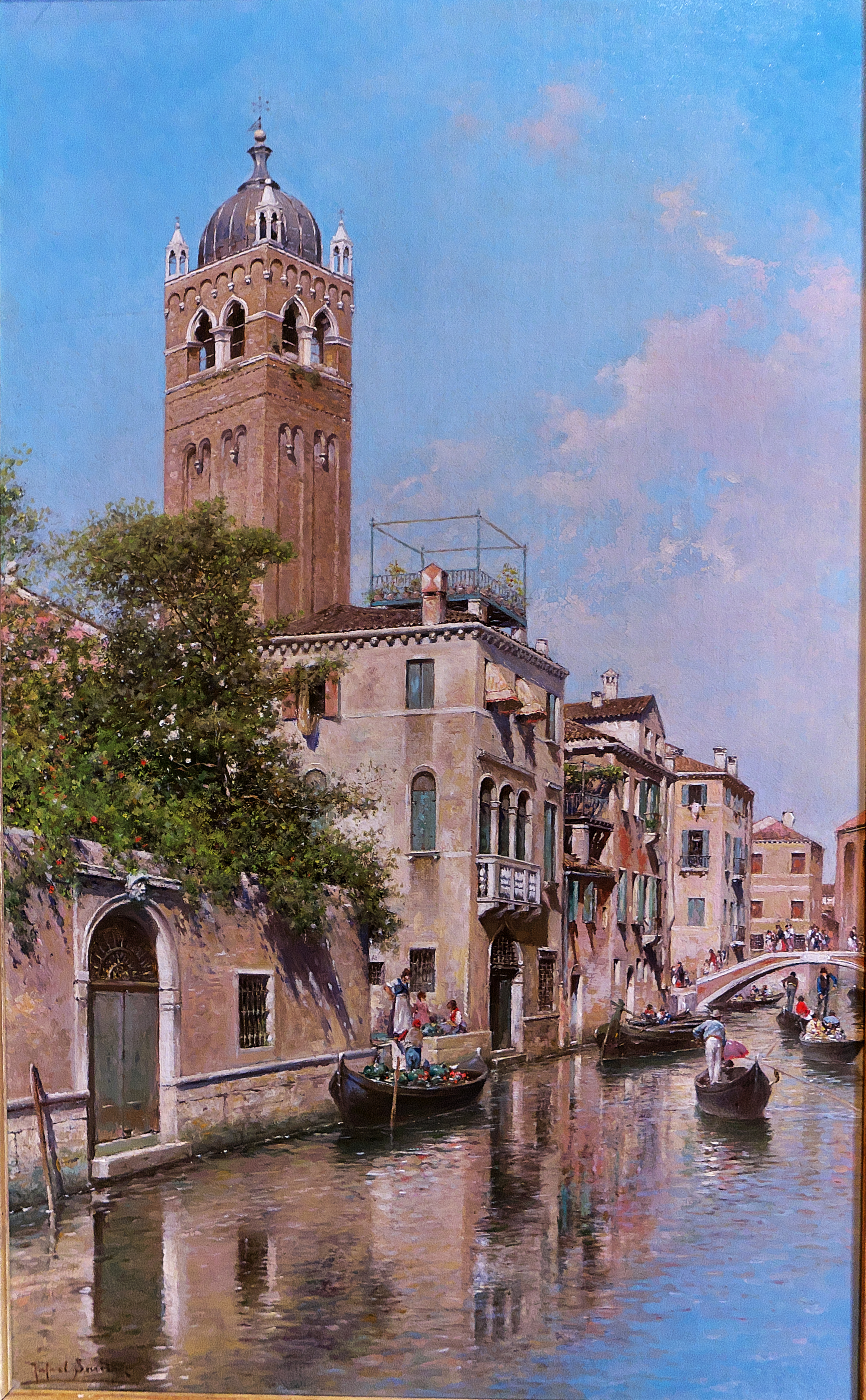